# 竹田和夫
竹田 和夫（たけだ かずお、1952年3月11日 - ）は、アメリカ合衆国在住の日本人ロック･ボーカリスト&ギタリスト。作曲家。ロックバンド、クリエイションのリーダー。東京都中央区日本橋出身。

## 概要
- 1969年　ブルースロック・バンド「ブルース・クリエイション」を結成、ポリドール・レコードよりデビュー・アルバム『ブルース・クリエイション』を発表[1]。厚生年金会館で開催された「第1回日本ロックフェステイバル」に参加する。
- 1971年　メンバーチェンジを経て「第二期ブルース・クリエイション」として日本コロムビアへ移籍。2ndアルバム『悪魔と11人の子供達』を発表後、カルメン・マキとのジョイント・アルバム『カルメン・マキ&ブルース・クリエイション』を発表。
- 1972年　「ブルース・クリエイション」を解散し新グループ「ブラッディ・サーカス」を結成・活動するが間もなく解散・渡英。その後「クリエイション」を結成。帰国後、セッションやオーデイションに明け暮れ、1973年には内田裕也と彼のバックバンド「1815 Rock’n'Roll Band」に帯同する活動も兼任した。
- 1975年　東芝EMIより内田裕也のプロデュースで、1stアルバム『クリエイション』を発表[1]。ニューヨーク、ウッドストックにてフェリックス・パパラルディのプロデュースで「クリエイション」の2ndアルバム『クリエイション・ウィズ・フェリックス・パパラルディ』を制作。ポール・バターフィールドもゲスト参加。
- 1976年　『クリエイション・ウィズ・フェリックス・パパラルディ』として全米ツアーをピーター・フランプトン、イエス、キッス、ジョニー・ウィンターなどと敢行後に日本武道館公演を行う。
- 1977年　「スピニング・トーホールド」を収録した3rdアルバム『ピュア・エレクトリック・ソウル』を発表。オーストラリア・ツアーをフリートウッド・マック、サンタナらと行う。
- 1981年　「クリエーション」に改名。アルバム『ロンリー・ハート』を発表。香港公演を1982年　まで行う。1984年10月、「クリエーション」が12年の活動に終止符を打つ。
- 1987年 - 1991年　竹田和夫 & ボーイズ・オン・ロックスを結成してVictor JVCより「Shoo Shoo」「Rendez-vous」「Hello Again」3枚のアルバムをリリースする。その後、竹田和夫 & EL COYOTES・竹田和夫 & GOSPEL ALL STARSでの演奏活動を続ける。
- 1997年3月　渡米・ロサンゼルスに移住[1]。現地ローカルアーテイストのサポート活動を続けるとともに、自己のグループ「The KTQ」を結成。コロンビア・ヴァレーAVA地区を中心に活動。同時期、香港・中国本土などでの演奏活動も並行して行う。
- 2005年　国立代々木競技場代々木第一体育館で開催された「CROSSOVER JAPAN」でクリエイションの活動を再開する。
- 2008年　JCBホールでクリエイションのコンサートを行う。
- 2014年3月、クリエイションとして新作を含む過去曲のレコーデイングを行う。5月、日比谷野外音楽堂でリユニオンコンサートを行う。
- 2024年現在、年2回帰国し、ソロとクリエイションそれぞれの日本国内ツアーを行っている。